# Гауэрман, Фридрих
Фридрих Август Маттиас Гауэрман (нем. Friedrich August Matthias Gauermann; 20 сентября 1807, Шойхенштейн, община Мизенбах — 7 июля 1862, Вена) — австрийский художник и график.

## Жизнь и творчество
Ф. Гауэрман родился в семье немецкого художника и графика Якоба Гауэрмана (1772—1843). Учился живописи и рисованию у своего отца, рано открывшего художественные дарования у своих сыновей Фридриха и Карла. Младший брат, Карл, скончался в возрасте 24 лет, однако в лице Фридриха творческие способности династии Гауэрманов получили полное развитие. В 1822—1827 годах он учится в венской академии художеств, однако в значительной мере сформировался как талантливый художник-самоучка. Ф. Гауэрман совершал длительные путешествия «на эскизы» по различным регионам Австрии — по Тиролю, Штирии, Зальцбургу. В 1824 и 1831 годах он уезжает для работы «на натуре» в Зальцкаммергут, в 1827 году — в Дрезден, в 1829, 1834 и в 1840 годах — в Мюнхен, в 1838 и в 1843 годах — в Венецию. В 1836 году Ф. Гауэрман становится членом венской Академии художеств.
До революционных событий в Австрии 1848 года Ф. Гауэрман поддерживает тесные дружеские отношения с многими венскими деятелями искусств — Иоганном Нестроем, Фердинандом Раймундом и др. После 1848 года он всё более отходит от светской жизни, подолгу живёт в родном Мизенбахе. В 1861 году становится членом Венского дома художеств. В 1845 году художник был награждён королём Нидерландов Вильгельмом II люксембуржским орденом Дубовой короны.
Ф. Гауэрман был весьма известным и востребованным художником-пейзажистом эпохи бидермейер. Примером для него служили работы нидерландских мастеров позднего Средневековья и Возрождения, благодаря чему он становится одним из основателей такого художественного течения, как венский натуралистический пейзаж. После громкого успеха прошедшей в 1830 году выставки его работ художник начинает «населять» свои лесные и горные пейзажи изображениями различных животных, что становится типичным для работ Ф. Гауэрмана. В 1830—1840 годах он получает от представителей венской аристократии многочисленные заказы на такие полотна, обеспечившие художнику весьма высокие заработки. После 1848 года вкусы публики несколько изменились, и в произведениях Ф. Гауэрмана начинает ощущаться влияние «мюнхенской школы» живописи. Большое значение в развитии австрийской натуралистической живописи сыграли навыки в изображении животных Ф. Гауэрманом, его техника рисунка и передачи цветности на полотне.
После смерти художника остались 1185 живописных полотен и 174 рисунка, которые были распроданы его вдовой с аукциона.

## Память
В 1870 году в Вене в честь художника и его отца Якоба была названа улица (Gauermanngasse).
В  1962, к 100-летию со дня смерти и в 2007 году, к 200-летию со дня рождения Ф. Гауэрмана, в его честь австрийской почтой были выпущены почтовые марки.

## Дополнения
- Музей Гауэрманов в Шойхенштейне

## Галерея

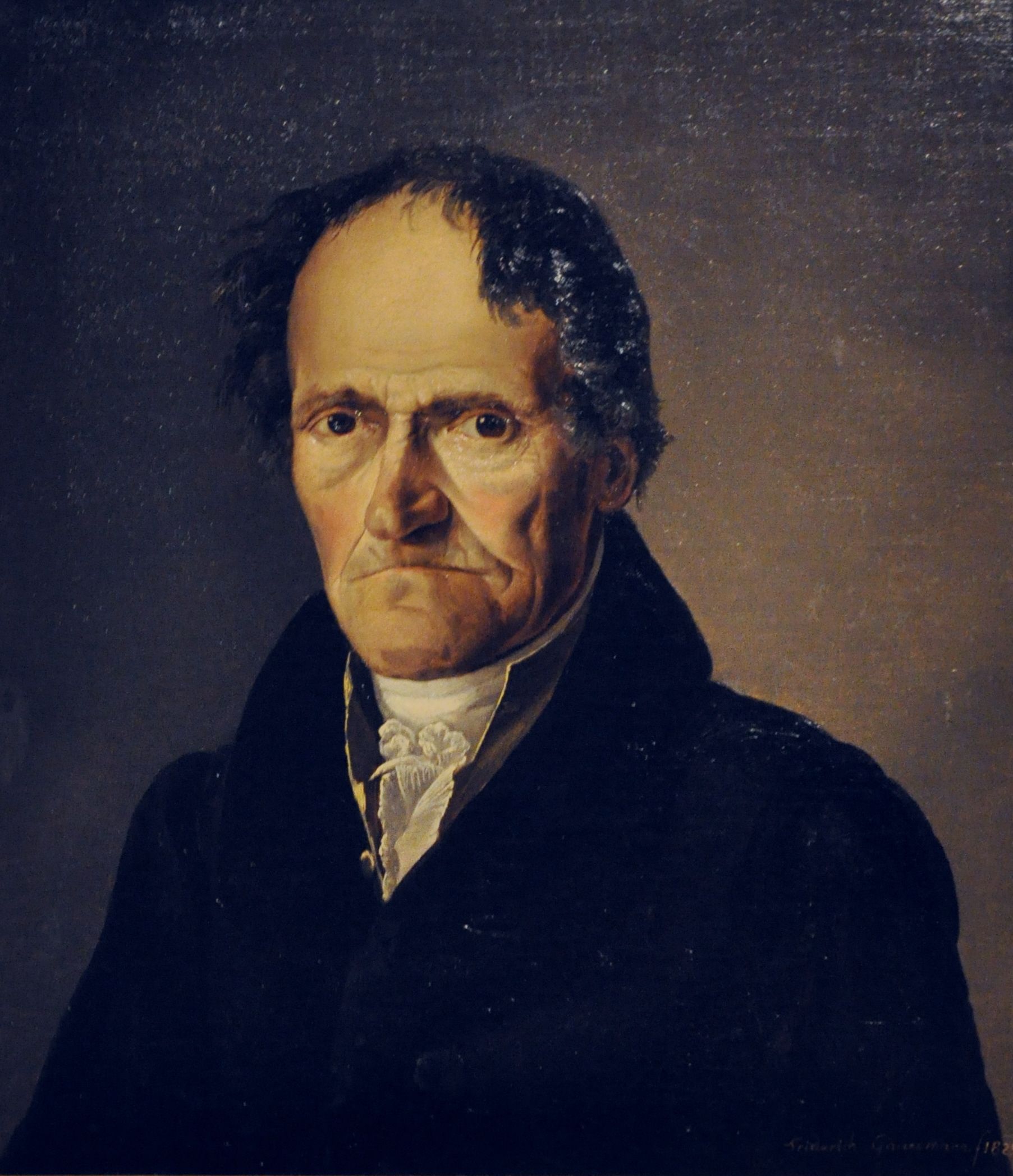
Портрет мастера по изготовлению фортепиано Антона Вальтера (1825)
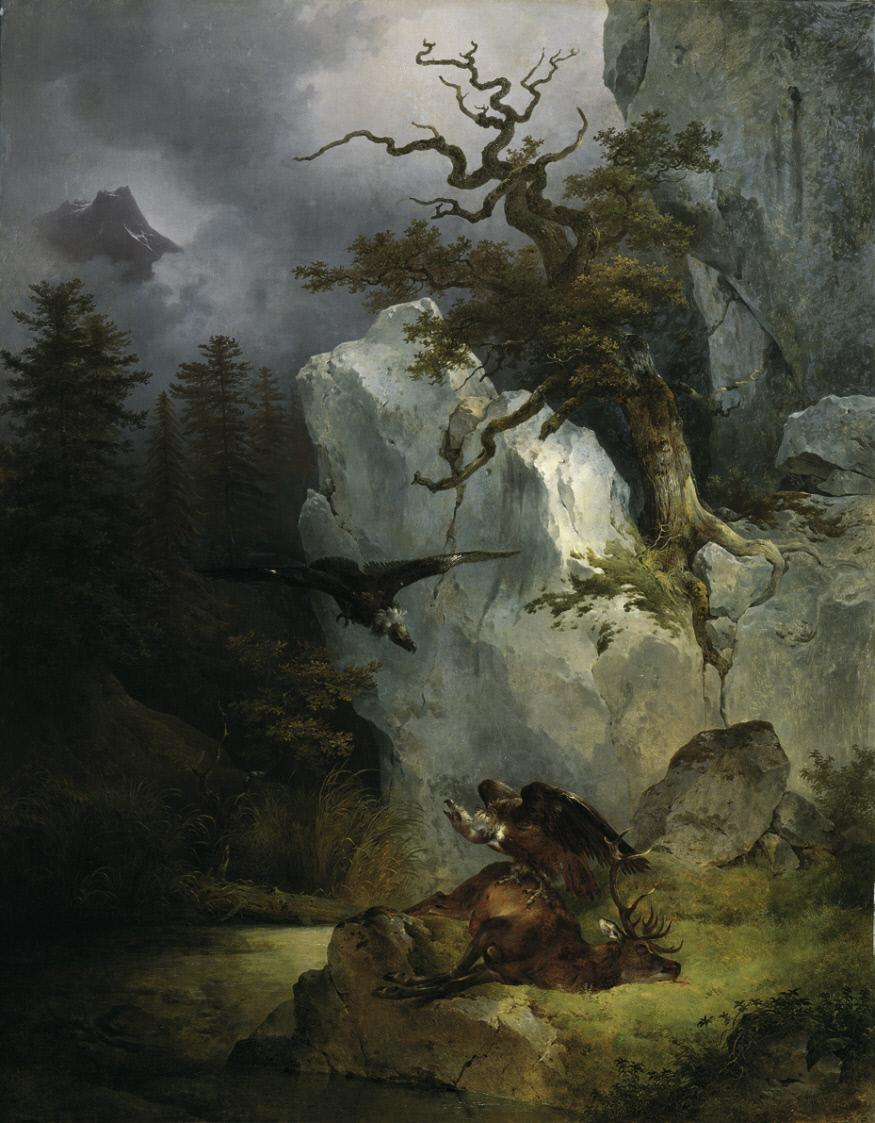
Гриф на оленьей туше (1832)
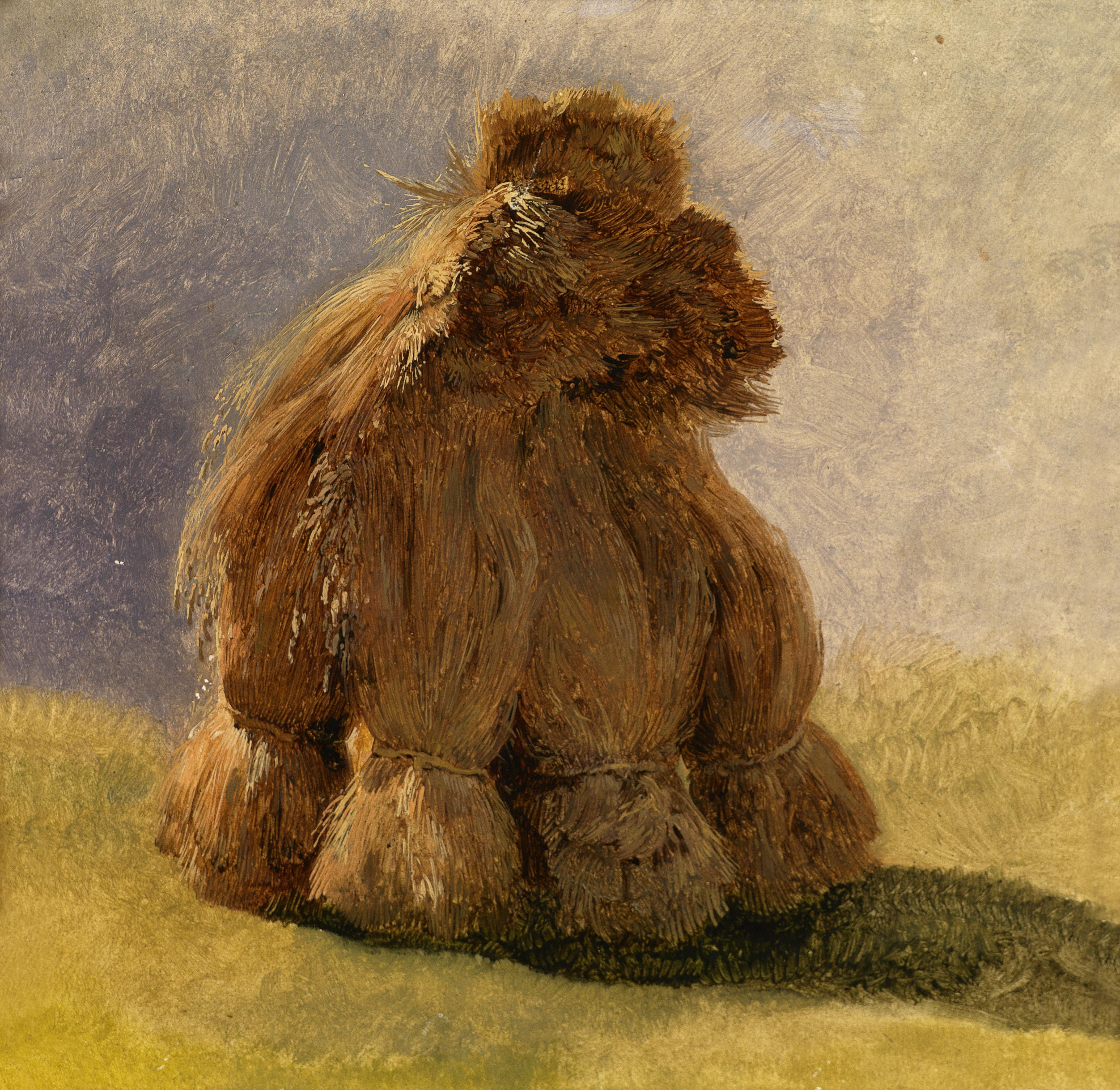
Снопы соломы
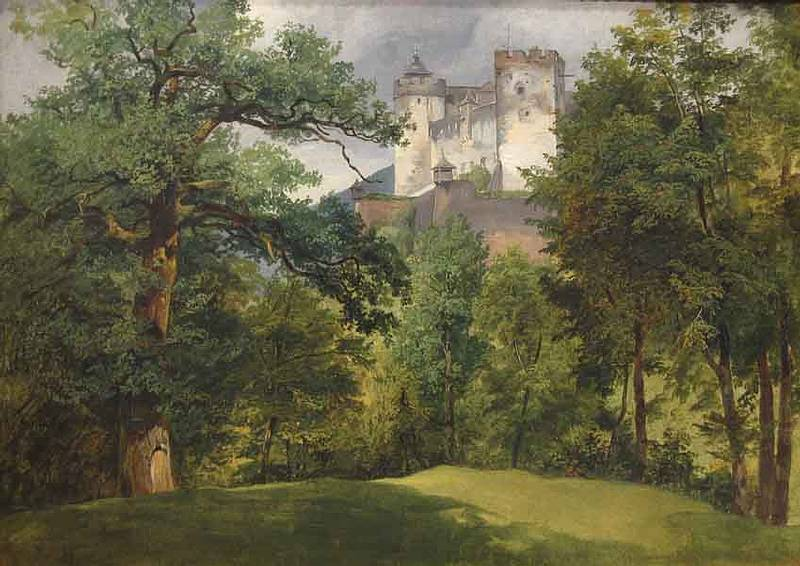
Крепость Хоэнзальцбург
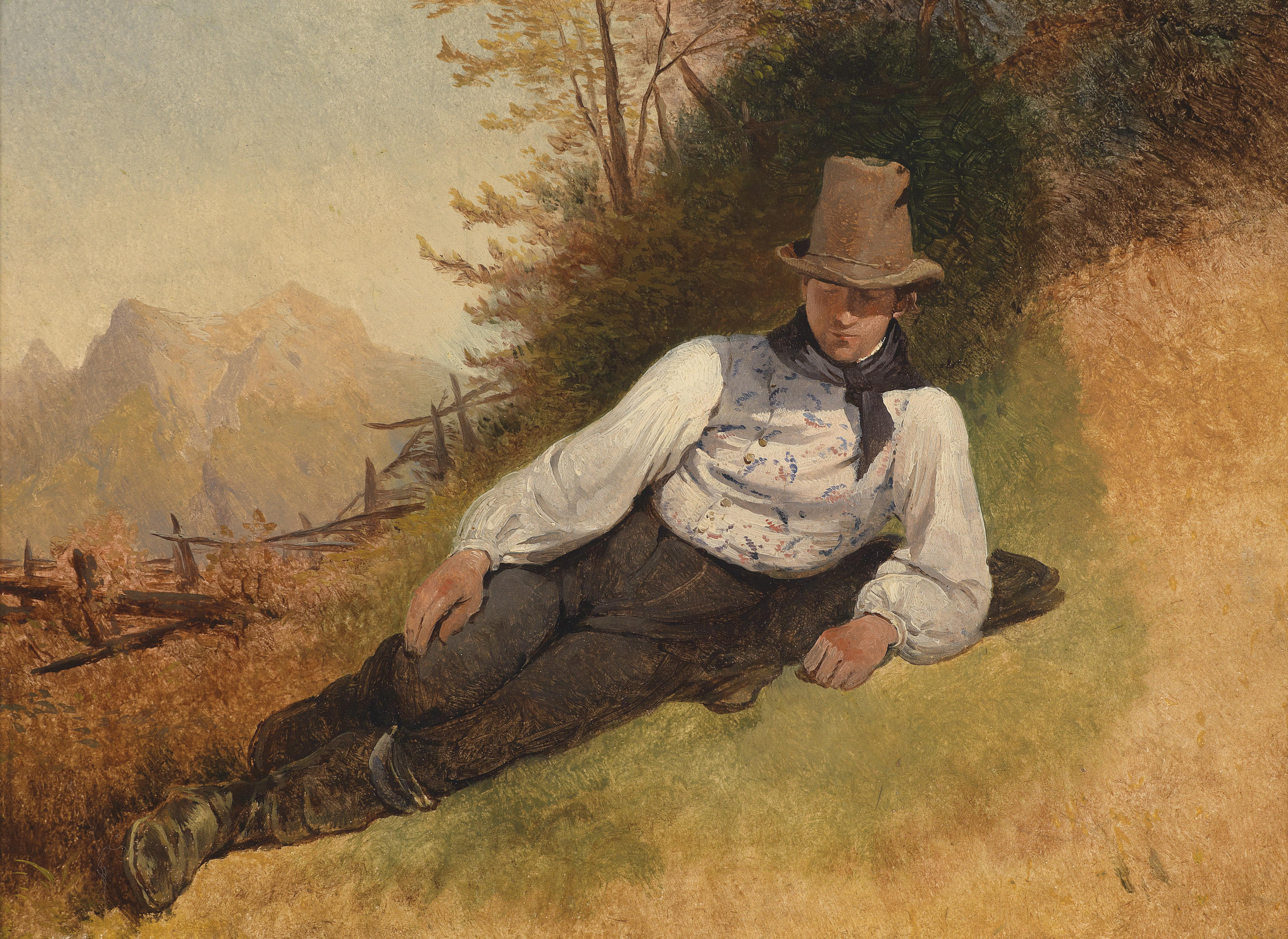
Портрет молодого крестьянина